# De heksen
De heksen (oorspronkelijke titel: The Witches) is een kinderboek uit 1983 van de Britse schrijver Roald Dahl. Het verhaal speelt zich deels af in Noorwegen en deels in het Verenigd Koninkrijk.

## Het verhaal
Het verhaal begint met een introductie over hoe de heksen in het boek zijn. Volgens de verteller zijn echte heksen niet zoals ze vaak worden voorgesteld. Het zijn dus geen oude vrouwen met puntmutsen die op bezemstelen door de lucht vliegen, maar een stuk griezeliger en gevaarlijker. Ze zien eruit als normale vrouwen, maar dat is slechts een vermomming. Om ze te herkennen moet men een geoefende waarnemer zijn. Heksen dragen allemaal pruiken want ze zijn kaal. Omdat pruiken jeuken, krabben ze zich voortdurend. Verder heeft een heks grote gewelfde neusgaten, ogen waarvan mensen rillingen krijgen en ze draagt altijd handschoenen omdat ze geen nagels heeft, maar klauwen. Ook, maar dat is minder goed te zien, is hun speeksel blauw. En ten slotte kunnen ze moeilijk hun voeten in schoenen krijgen omdat ze geen tenen hebben. Ze haten kinderen, want die ruiken voor hen naar hondenpoep.
De rest van het boek draait om een Noors jongetje wiens oma een heksenexpert is. Hij heeft aan het begin van het verhaal zijn ouders verloren door een auto-ongeluk en heeft nu alleen zijn oma nog. Ze vertelt hem alles over heksen en de enge dingen die ze gedaan hebben. Op weg naar school weet hij een keer ternauwernood aan een heks met een slangetje te ontsnappen. Zijn oma krijgt een tijdje later een longontsteking en daardoor moeten ze op vakantie in Engeland. In het hotel waar de hoofdpersoon en zijn oma verblijven, blijken alle heksen van Engeland hun jaarlijkse bijeenkomst te houden. De hoofdpersoon raakt per ongeluk verzeild in de vergaderkamer. Hij verstopt zich en ziet hoe de heksen hun ware gedaante tonen, als de pruiken, schoenen en handschoenen afgaan en de Opperheks binnenkomt. Deze heks, het hoofd van alle heksen, is het gruwelijkst van allemaal. 
De Opperheks veegt eerst de andere heksen stevig de mantel uit omdat ze te weinig kinderen hebben vernietigd. Met speciale withete straling uit haar ogen doodt ze een heks die een verkeerde opmerking maakt. Dan ontvouwt ze haar nieuwe plan: alle heksen moeten snoephandels openen en snoep verkopen met een speciale drank erin, "Formule 86 Muizemaker-Tijddrank", die een kind op een vooraf bepaald tijdstip in een muis verandert. In het plan moeten alle kinderen op maandag negen uur op school in muizen veranderen, waarna het verschrikte schoolpersoneel ze zal doden met bezems, katten en muizenvallen. De Opperheks demonstreert dit door een jongetje, Bruno Jenkins, voor hun ogen in een muis te veranderen. Vrij snel daarna wordt ook de hoofdpersoon ontdekt en gedwongen een flesje van de drank leeg te drinken, waarna ook hij in een muis verandert. 
Een echte muis wordt hij niet, hij kan nog steeds denken en praten als een mens. Hij neemt de muis Bruno mee en waarschuwt zijn oma, waarna ze samen een plan bedenken om de Opperheks te dwarsbomen. Als muis kan de hoofdpersoon makkelijk een flesje muizendrank stelen van de Opperheks wiens kamer recht onder de kamer van zijn oma blijkt te zijn, om dit vervolgens naar de keuken te smokkelen en in de soep van de heksen te stoppen. Alle heksen drinken ervan, veranderen in muizen en worden door het hotelpersoneel opgejaagd en gedood. Vanaf dat moment heeft Engeland geen heksen meer. De hoofdpersoon kan zich de formule van de drank nog herinneren. Hij en zijn oma besluiten om meer van de drank te maken en op die manier kunnen ze overal ter wereld alle heksen uitroeien. 
De hoofdpersoon besluit verder dat het niet erg is dat hij de rest van zijn leven als muis zal moeten doorbrengen. Hij zal zo immers veel korter leven dan als mens en straks samen met zijn oma doodgaan, zodat hij haar nooit zal hoeven missen.

## Censuur
Vanwege de aard van het verhaal, en vooral het feit dat in details wordt beschreven wat voor gruwelijke dingen heksen doen met kinderen, is het boek sinds de eerste druk regelmatig doelwit geweest van censuur. Het boek staat op de 27e plaats op de lijst van 100 meest aangepaste boeken 1990-2000 van de American Library Association.

## Bewerkingen
Een hoorspelversie van het boek is uitgegeven als luisterboek van 105 minuten (2 cd's). De stemmen zijn onder andere van Bram Bart, Marloes van den Heuvel, Rolf Koster, Lucy de Lange, Corry van der Linden, Christa Lips, Lot Lohr, Just Meijer en Rieneke van Nunen.
Het boek werd in 1990 verfilmd als The Witches onder regie van Nicolas Roeg en met Anjelica Huston in de hoofdrol. Roald Dahl wilde echter niets met deze film te maken hebben, omdat de makers het einde veranderden.
Er bestaat ook een opera gebaseerd op het boek, van de Noorse componist Marcus Paus. Deze ging in 2008 in première.
Guillermo del Toro en Alfonso Cuarón hadden plannen voor een tweede verfilming van het boek. Volgens Del Toro moest deze film het boek nauwkeuriger volgen dan de film uit 1990. De tweede verfilming verscheen op 18 november 2020.